# Ardisia capillipes
Ardisia capillipes är en viveväxtart som beskrevs av Pitard. Ardisia capillipes ingår i släktet Ardisia och familjen viveväxter. Inga underarter finns listade i Catalogue of Life.